# Olbrachtowice
Olbrachtowice (niem. Albrechtsdorf) – wieś w Polsce, położona w województwie dolnośląskim, w powiecie wrocławskim, w gminie Sobótka. W miejscowości znajdują się m.in. zabytkowy park dworski i oficyna dworska.
W latach 1975–1998 miejscowość należała administracyjnie do województwa wrocławskiego.
We wsi jest przystanek kolejowy Olbrachtowice.

## Nazwa
12 listopada 1946 nadano miejscowości polską nazwę Olbrachtowice.

## Zabytki
Do wojewódzkiego rejestru zabytków wpisane są:
- dwór, w ruinie
- park dworski, z XIX w.
- oficyna pałacowa, ul. Wronia 20, z 1730 r.

## Demografia
Liczba mieszkańców Olbrachtowic
- rok 1866 – 466 mieszkańców, w tym 425 (91,2%) ewangelików
- rok 1887 – 468 mieszkańców, w tym 440 (94,0%) ewangelików
- rok 1938 – 498 mieszkańców, w tym 474 (95,2%) ewangelików
- rok 1949 – 229 mieszkańców
- rok 1968 – 247 mieszkańców
- rok 1983 – 232 mieszkańców
- rok 1993 – 209 mieszkańców
- rok 2000 – 202 mieszkańców
- rok 2005 – 203 mieszkańców
- rok 2006 – 199 mieszkańców
- rok 2007 – 198 mieszkańców
- rok 2008 – 199 mieszkańców
- rok 2009 – 197 mieszkańców
- rok 2011 – 196 mieszkańców[1]